# BREN Tower
La BREN Tower è stata una guglia, sorretta da quattro tiranti d'acciaio, alta 465 m, situata nel Nevada Test Site, in Nevada. La sigla Bren è l'acronimo di "Bare Reactor Experiment, Nevada".
Nonostante le sue enormi dimensioni la torre è stata spostata dalla sua collocazione originaria. Costruita dalla Dresser-Ideco Company per la Commissione per l'energia atomica degli Stati Uniti, è stata eretta per la prima volta nel 1962 nell'area per la sperimentazione di esplosioni nucleari a Yucca Flat, dove è stata utilizzata per un esperimento destinato a migliorare la comprensione degli effetti delle radiazioni nel bombardamento atomico di Hiroshima. Un reattore privo di schermature era posto su una piattaforma mobile, irraggiando, da un'altezza variabile, delle case simili a quelle tipiche in Giappone, poste alla base della torre.
Dopo il Partial Test Ban Treaty, che vietava gli esperimenti nucleari a cielo aperto, la torre è stata smantellata e spostata a Jackass Flats, nell'area 25 del Nevada Test Site, dove è stata utilizzata per l'Operazione HENRE (High Energy Neutron Reactions Experiment), una serie di esperimenti svolta utilizzando un piccolo acceleratore lineare per la fornitura di neutroni.
Costituita da 51 sezioni d'acciaio misuranti 9,1 m ciascuna, la struttura era più alta dell'Empire State Building. La guglia era supportata da 8,9 km di cavi progettati per resistere a venti che soffiano sopra i 190 km/h. La torre era dotata di un argano, per lo spostamento delle apparecchiature scientifiche, e di un ascensore per due persone che si muove alla velocità di 30 m al minuto. La guglia pesava 345 tonnellate.
La torre apparteneva al Dipartimento dell'Energia degli Stati Uniti ed era gestita dalla National Security Technologies, LLC. L'accesso all'area della torre fu chiuso nel luglio 2006. Non fu data alcuna motivazione della chiusura. Come parte del Nevada Test Site, si trovava anche in uno spazio aereo ristretto (R-4808N).
La struttura fu demolita il 23 maggio 2012. Il Dipartimento dell'Energia statunitense giustificò tale demolizione con l'elevato costo per il suo mantenimento, la ristrutturazione e per i pericoli derivanti dall'imponenza della struttura per l'aviazione.